# Экзерциция
Экзерци́ция (фр. exercice, от лат. exercitium — упражнение) — упражнение в самом общем смысле, например, строевое или упражнение для игры на музыкальном инструменте (рояле).

## Военное использование
В военном деле данный термин получил распространение в XV—XVIII веках в русской и ряде европейских армий для обозначения тактических и строевых мероприятий по обучению войск. Порядок обучения личного состава российского военно-морского флота был впервые утверждён в Морском уставе 1720 года, где рассматривались экзерциции разнообразных плавсредств (кораблей, шлюпок и ботов). Лица, которым в XVI и XVII веках в мирное время поручалось строевое обучение войск и руководство экзерцицими назывались экзерцирмейстерами.
В настоящее время в военной области данный термин считается устаревшим.

## В представлениях современников
Российский фельдмаршал А. Суворов причислял военные экзерциции к числу основных воинских добродетелей:
Субординация, экзерциция, дисциплина, чистота, здоровье, опрятность, бодрость, смелость, храбрость, победа. Слава, слава, слава!А. Суворов